# Американсько-філіппінський договір про взаємну оборону 1951
Американсько-філіппінський договір про взаємну оборону 1951 — союзна угода, підписана 30 серпня 1951 у Вашингтоні. Обидві сторони зобов’язувались надавати один одному підтримку у випадку зовнішньої атаки на одну з них. Передбачалися консультації між обома сторонами у випадку, якщо територіальній цілісності, політичній незалежності чи національній безпеці однієї з них загрожуватиме напад з боку Тихого океану. Про будь-який напад негайно мала бути повідомлена Організація Об’єднаних Націй. В травні 1983 згідно з цим Договором було підготовлено спільний план оборони Філіппін. Договір став основою військово-політичного партнерства США і Філіппін і гарантією національної безпеки Філіппін, від якої вони не відмовляються і сьогодні. 16 листопада 2011, в рік 60-ї річниці Договору, було підписано Манільську декларацію, в якій зазначається, що США і Філіппіни підтверджують свої спільні зобов’язання, взяті згідно Договору 1951. Договір став одним із низки союзних договорів, підписаних США з азійськими країнами, в процесі формування регіональних військових блоків для протистояння СРСР у Холодній війні